# Nothberg
Nothberg ist ein Wallfahrtsort in Nordrhein-Westfalen und seit 1932 ein südöstlicher Stadtteil der Stadt Eschweiler in der nordrhein-westfälischen Städteregion Aachen.

## Geschichte

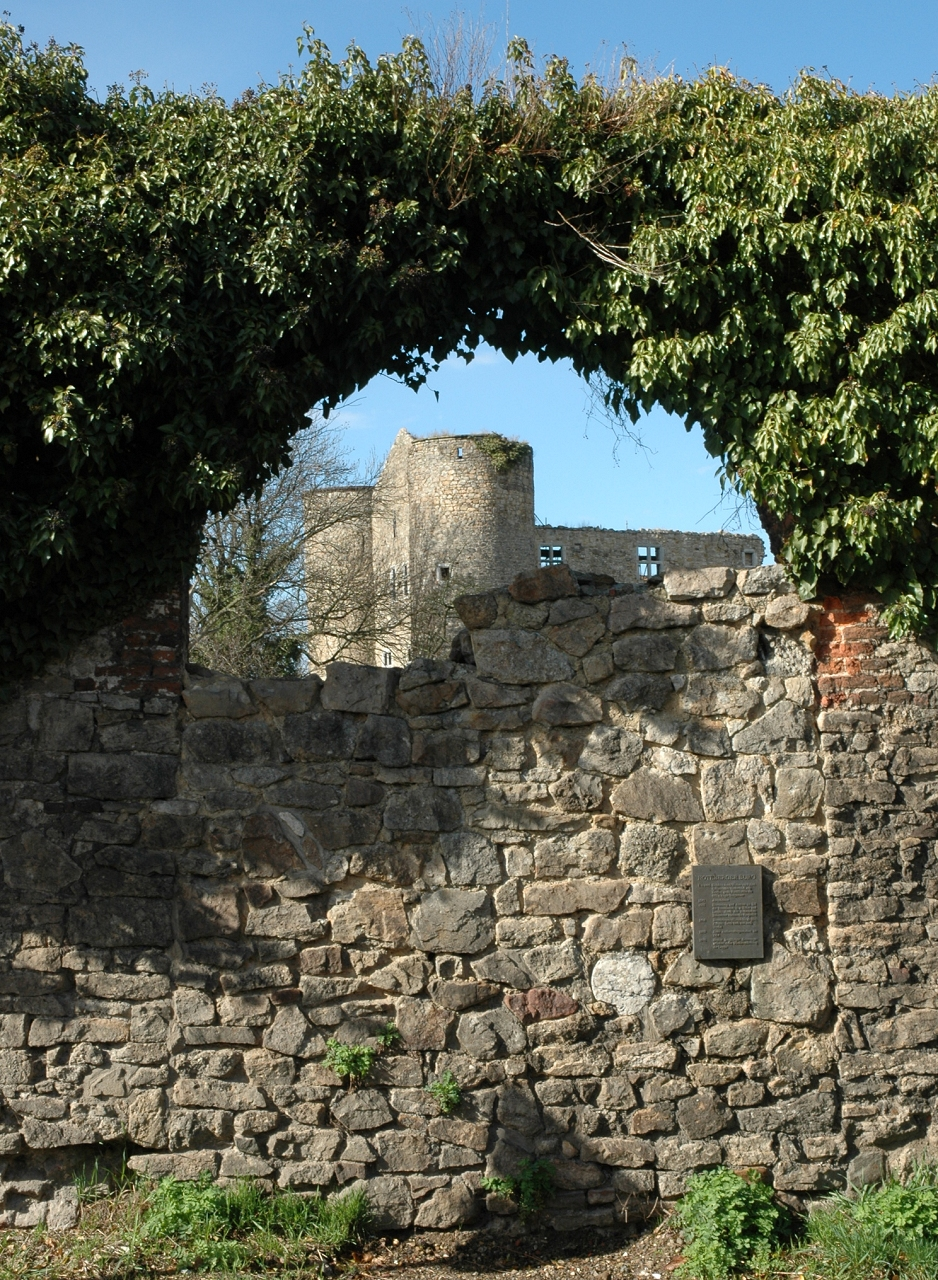
Nothberger Burg

Von 1800 bis 1815 gehörten Nothberg und Hastenrath mit zusammen 1.400 Seelen zum französischen Kanton Eschweiler und zum Friedensgericht Eschweiler. 1815 kam das Rheinland und somit Nothberg an Preußen. Nothberg gehörte seitdem zum Kreis Düren im Regierungsbezirk Aachen. 1833 wurde Christine Englerth die Konzession auf die Steinkohlelager unter anderem in der Gemeinde Nothberg erteilt. Ab 1856 wurden diese Vorkommen in der bei Nothberg errichteten Grube Reserve zutage gefördert. Die Förderkapazitäten der Grube Reserve wie auch der Kokerei wurden 1937/38 voll ausgefahren. Es waren 1.780 Mann beschäftigt, die 580.000 Tonnen Kokskohle jährlich förderten, wobei der Abbau in erster Linie von der 600-Meter-Sohle aus erfolgte. Die Kokerei erzeugte täglich 850 Tonnen Koks. Im September 1944 wurde die Grube durch Beschuss und Bombardement funktionsunfähig und die Schächte liefen binnen weniger Tage mit Wasser voll, sodass sie nicht mehr gesümpft werden konnten. Nothberg verlor damit seinen bis dahin größten Arbeitgeber.
Am 1. Oktober 1932 wurde das Amt Nothberg mit den Orten Nothberg, Bohl und Volkenrath sowie die Gemeinde Hastenrath nebst Scherpenseel ein Stadtteil der Stadt Eschweiler im Landkreis Aachen. Bis dahin gehörten diese Ortschaften zum Kreis Düren. Zur Zeit der Eingemeindung hatte Nothberg 2934 Einwohner; der letzte Bürgermeister hieß Dr. Heinrich Kreuzer.
Am 23. Oktober 1979 wurde Nothberg ans Gasnetz angeschlossen.
Am 31. Dezember 2016 hatte der Stadtbezirk Nothberg 2087 Einwohner.

## Geographie
Durch Nothberg fließen die Bäche Otterbach und Omerbach, die beide in die Inde münden.

## Wappen
Das 1923 zugelassene Nothberger Wappen zeigt einen Löwen, die Burg und Jahreszahl 1544. Es basiert auf den alten Ratssiegeln Nothbergs von 1463 und 1544. Das Jülicher Amtssiegel (von 1443) trug die Umschrift „scraborum de bergis walrami“ sowie das Wappen der Palandts. In der Zeit, als die Freiherren von Palandt als Amtsmänner des Amtes Wilhelmstein das Siegel führten, verwendeten sie weiterhin ein Siegel mit ihrem Wappen und der Aufschrift „Johann Palant“ (1443–1611).

## Verkehr

### Straße
Die sechs Nothberger Bushaltestellen Nothberg Kreis, Nothberg Kreuz, Nothberg Kirche, Nothberg Platz, Am Otterbach und Nothberg Siedlung werden von den AVV-Buslinien 26 und EW2 der ASEAG bedient. Zusätzlich tangieren die Buslinien EW1 und EW3 der ASEAG den Ort an der Knippmühle.
| Linie | Verlauf |
| ----- | --- |
| 26    | Eschweiler Bushof – Rathaus – Bergrath – Nothberg – Heistern – Wenau – Hamich – Gressenich Kapelle                                                     |
| EW1   | Eschweiler Bushof – Rathaus – Bergrath – Nothberg Knippmühle – Bohl – Volkenrath – Hastenrath – Scherpenseel – (Gressenich Kapelle / Werth Brunnenweg) |
| EW2   | Dürwiß – Dürwiß Kirche – Eschweiler Bushof – Rathaus – Nothberg Kirche – Nothberg Siedlung                                                             |
| EW3   | Eschweiler Bushof – Rathaus – Bergrath – Nothberg Knippmühle – Bohl – Volkenrath – Hastenrath – Scherpenseel – Werth Brunnenweg                        |

Die nächste Autobahnanschlussstelle ist Eschweiler-Ost auf der A 4.

### Schiene
Von 1898 bis 1954 war Nothberg an das Netz der Straßenbahn Aachen angeschlossen. Zuletzt bediente die Linie 18 (Dürwiß – Eschweiler – Nothberg – Gressenich – Vicht Dreieck) die Strecke.
Am 15. März 1909 (andere Quelle: 1897) wurde der Haltepunkt Nothberg an der Eisenbahnstrecke Köln–Aachen und am 11. September 2004 der Euregiobahn-Haltepunkt Eschweiler-Nothberg an der Talbahnlinie zwischen Eschweiler-Talbahnhof/Raiffeisenplatz und Eschweiler-Weisweiler eröffnet. Bis zum 12. Dezember 2009 hielt der Rhein-Sieg-Express in Nothberg, seitdem existiert diese Bahnhofstation nicht mehr.
Von 1865 bis 1944 zweigte eine Stichstrecke zur Steinkohlengrube Reserve ab.
Heute halten nur noch die Züge der Euregiobahn am weiter nördlich gelegenen Haltepunkt Eschweiler-Nothberg und verbinden den Ort seit dem 11. September 2004 mit Aachen und Alsdorf; seit dem 14. Juni 2009 besteht die Möglichkeit der Fahrt in Richtung Düren.
| Linie | Linienverlauf | Takt   |
| ----- | --- | ------ |
| RB 20 | Euregiobahn: Stolberg (Rheinl) Hbf – Eschweiler-St. Jöris – Alsdorf-Poststraße – Alsdorf-Mariadorf – Alsdorf-Kellersberg – Alsdorf-Annapark – Alsdorf-Busch – Herzogenrath August-Schmidt-Platz – Herzogenrath-Alt-Merkstein – Herzogenrath – Kohlscheid – Aachen West – Aachen Schanz – Aachen Hbf – Aachen-Rothe Erde – Eilendorf – Stolberg (Rheinl) Hbf – Eschweiler-West – Eschweiler Talbahnhof/Raiffeisenplatz – Eschweiler-Nothberg – Eschweiler-Weisweiler – Langerwehe – Düren (aufgrund von Hochwasserschäden längerfristig im Schienenersatzverkehr zwischen Stolberg Hbf und Eschweiler Talbahnhof) Stand: 30. April 2023 | 60 min |

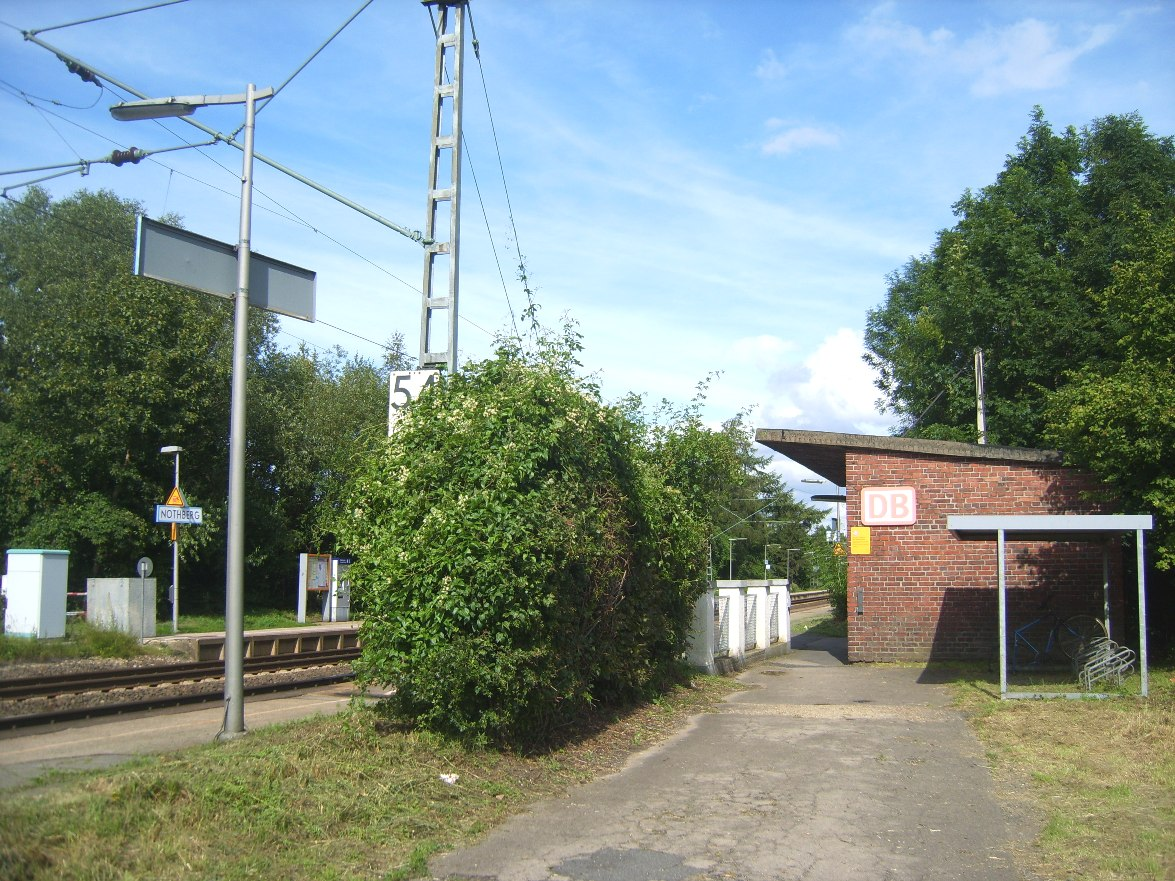
Haltepunkt Nothberg: ehem. Schalterhäuschen (2007)
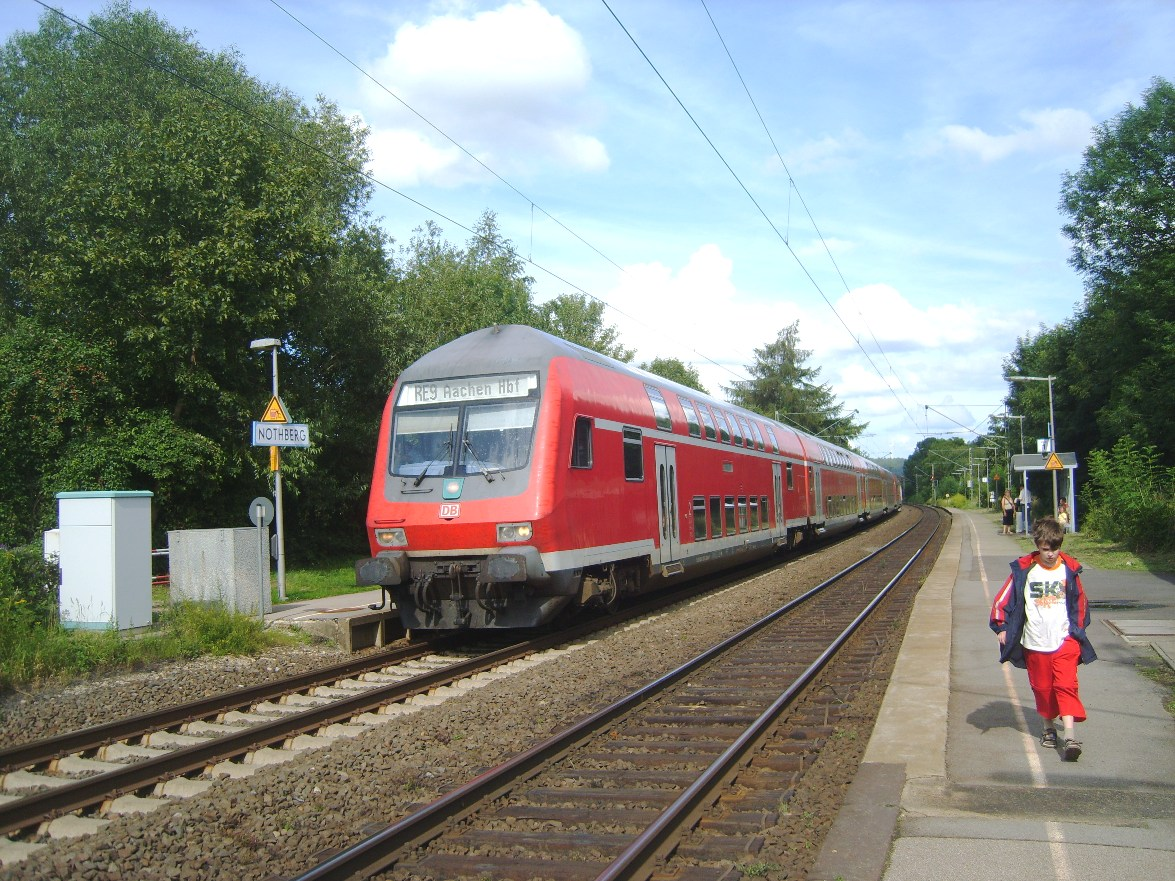
Haltepunkt Nothberg: RE 9 nach Aachen an Gleis 2 bis 2009
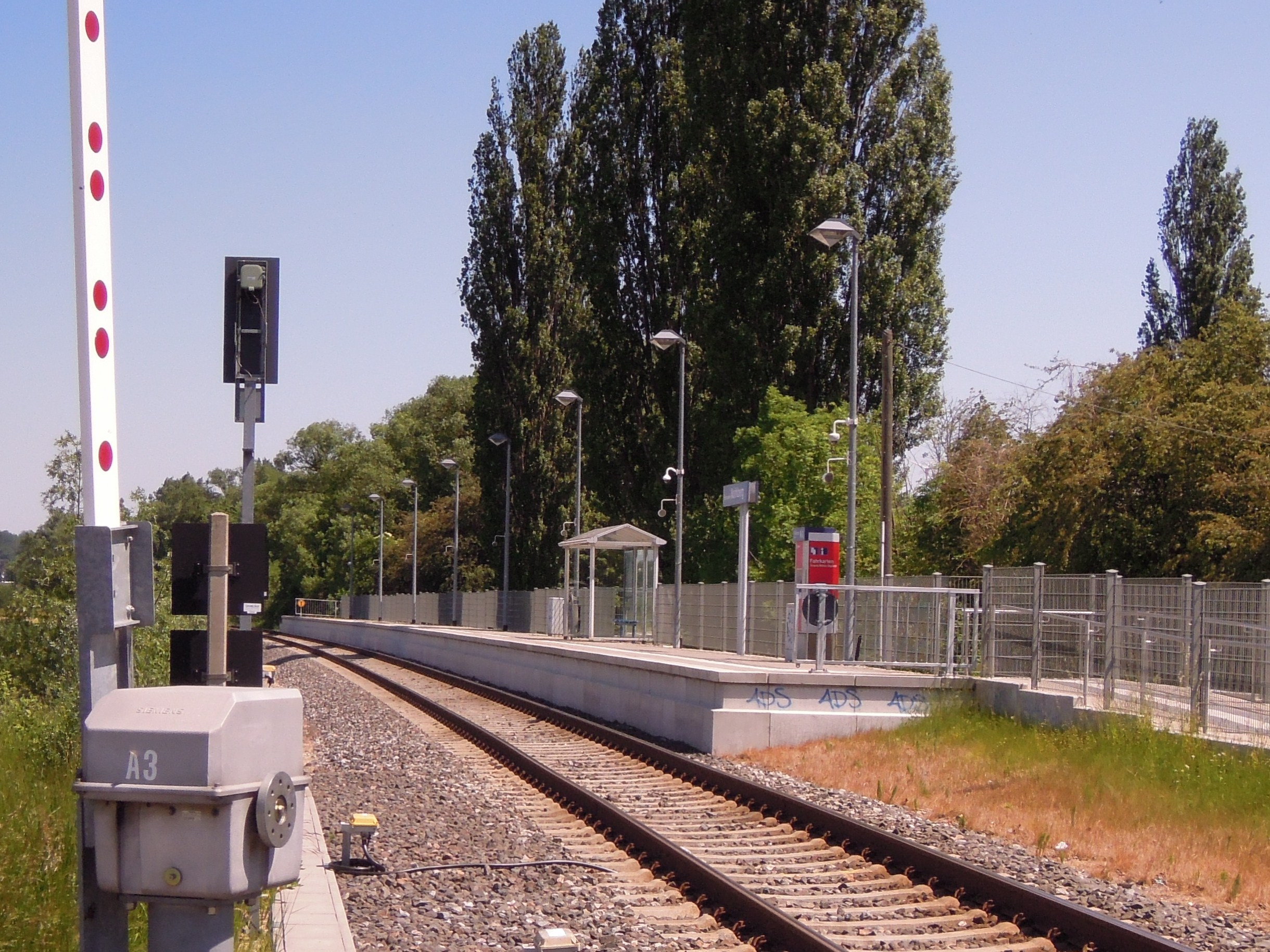
Euregiobahn-Haltepunkt Eschweiler-Nothberg seit 2004
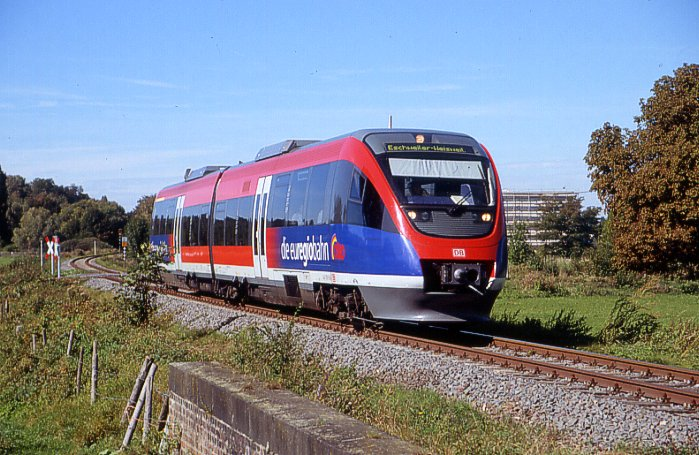
Euregiobahn bei Nothberg
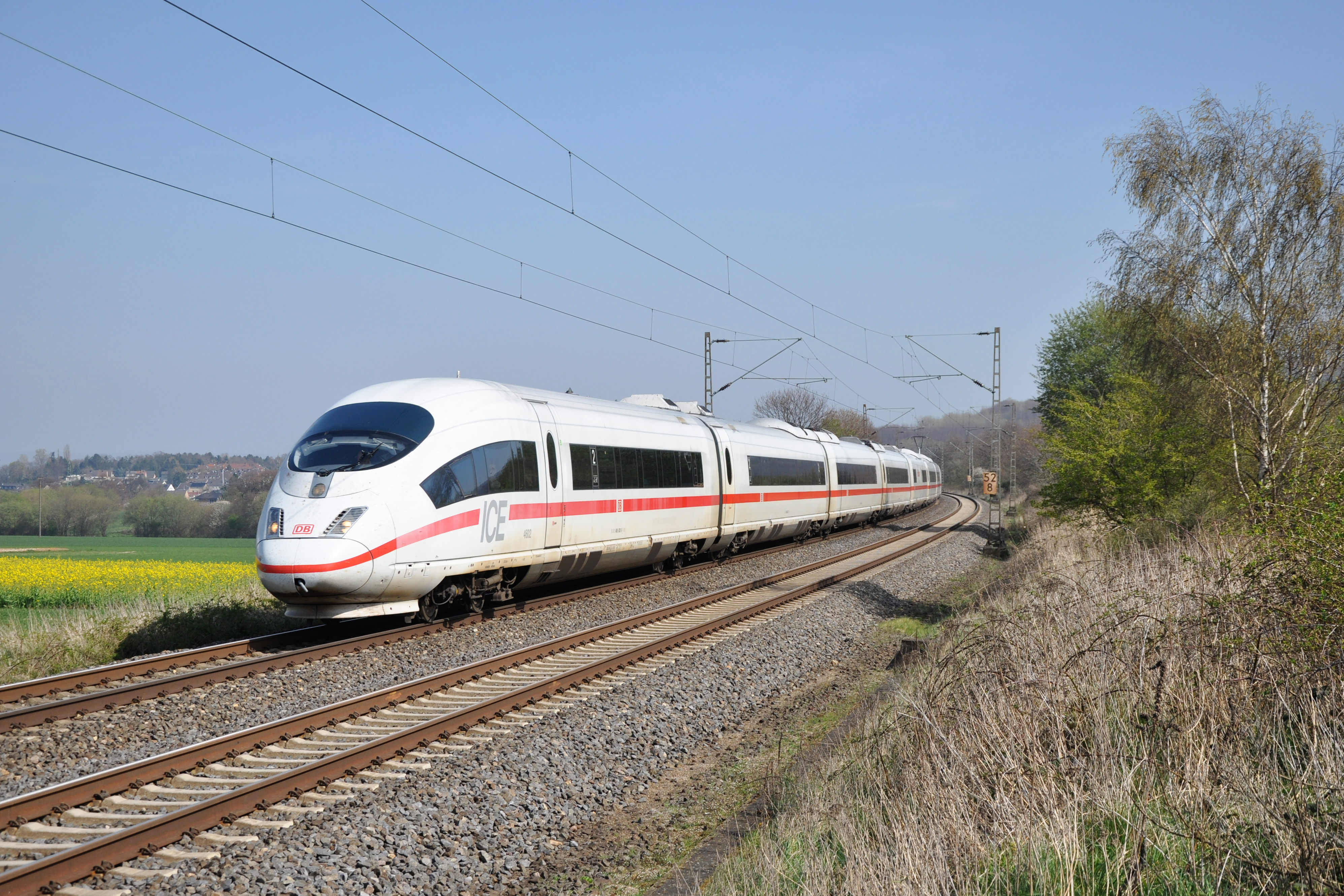
ICE International-Züge durchfahren Nothberg

## Alte Kirche
Die Alte Nothberger Kirche von 1425 wurde 1970 zusammen mit der benachbarten Gaststätte Otten abgerissen. Das Gebäude wurde durch Bergschäden der Grube Reserve derart beschädigt, dass sie schon ab 1906 eigentlich nicht mehr und später nur noch ersatzweise für die neue Kirche, die auch eine Zeit lang wegen früher Bergschäden gesperrt werden musste, genutzt wurde sowie als Gesellschaftsraum für Proben des Kirchenchores und Jugendarbeit und weiter zerfiel. In einer Grundstücksmauer am Ort der Alten Kirche sind alte Grabsteine der Kirche eingemauert worden.

## Sehenswürdigkeiten
- Wallfahrtskirche St. Cäcilia Zur schmerzhaften Mutter mit Pietà aus dem 15. Jahrhundert
- Nothberger Burg
- Nothberger Hof
- Südlich von Nothberg erstreckt sich der Korkus.

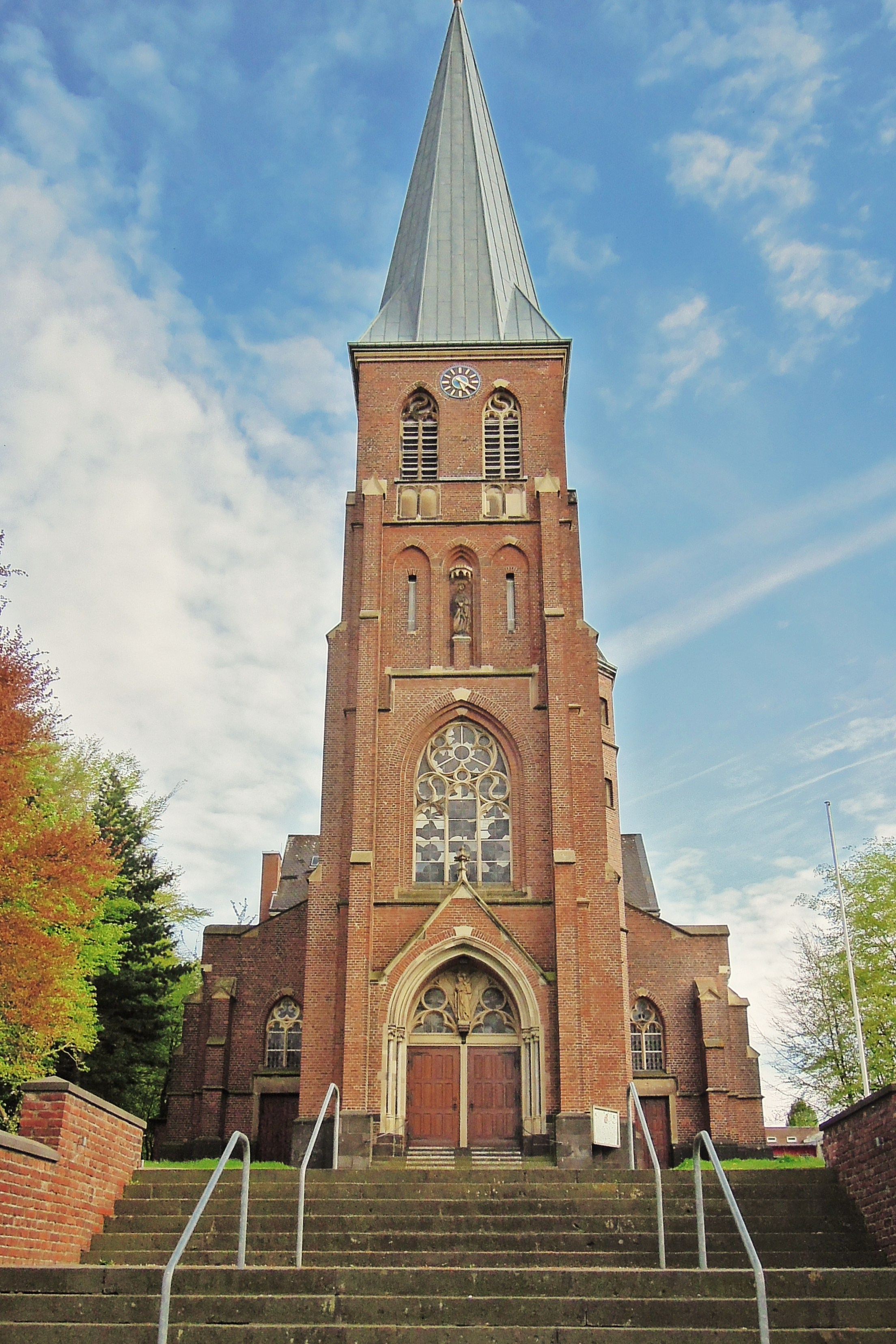
Kirche
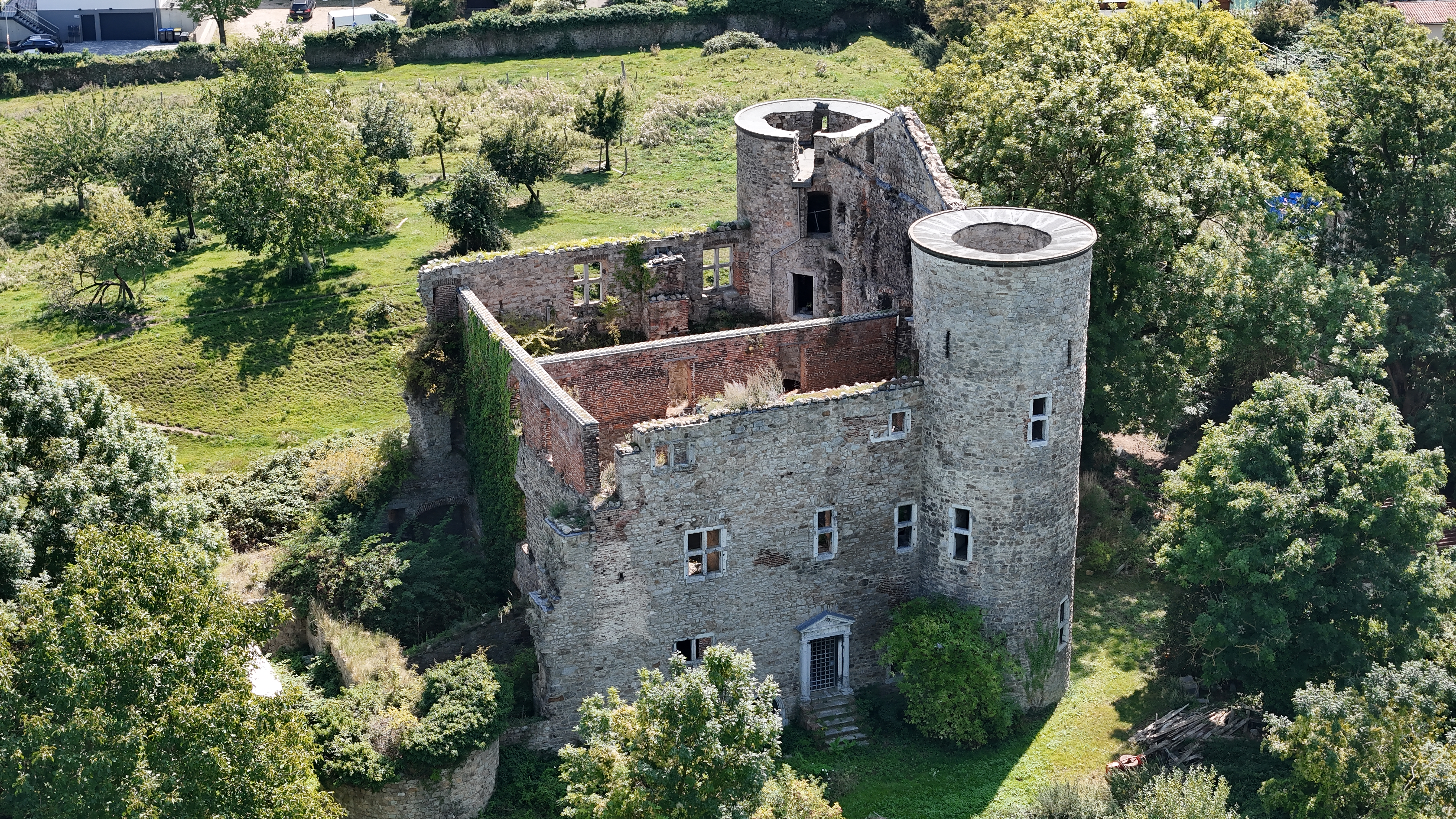
Nothberger Burg
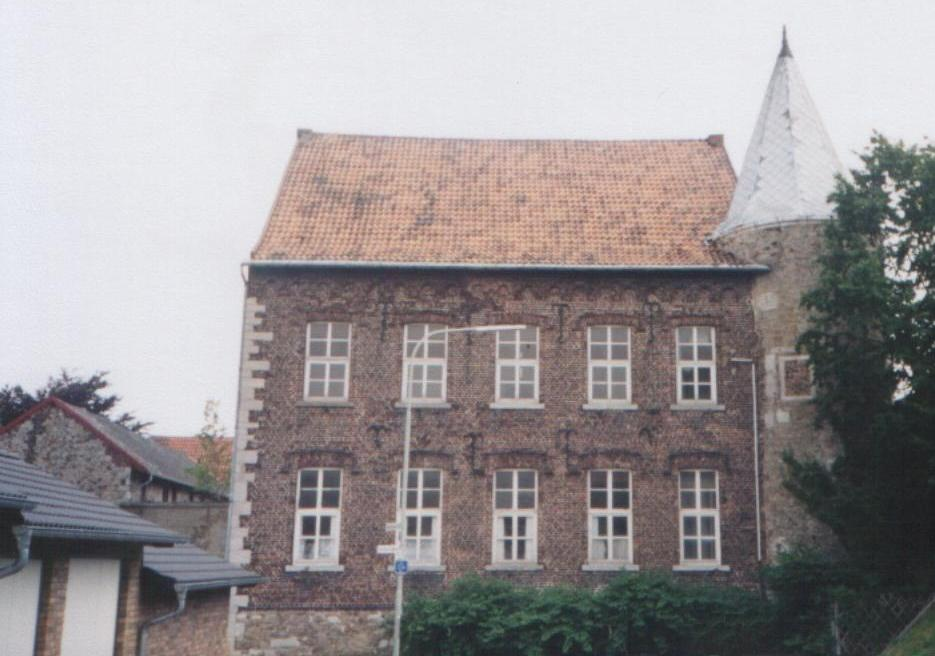
Nothberger Hof
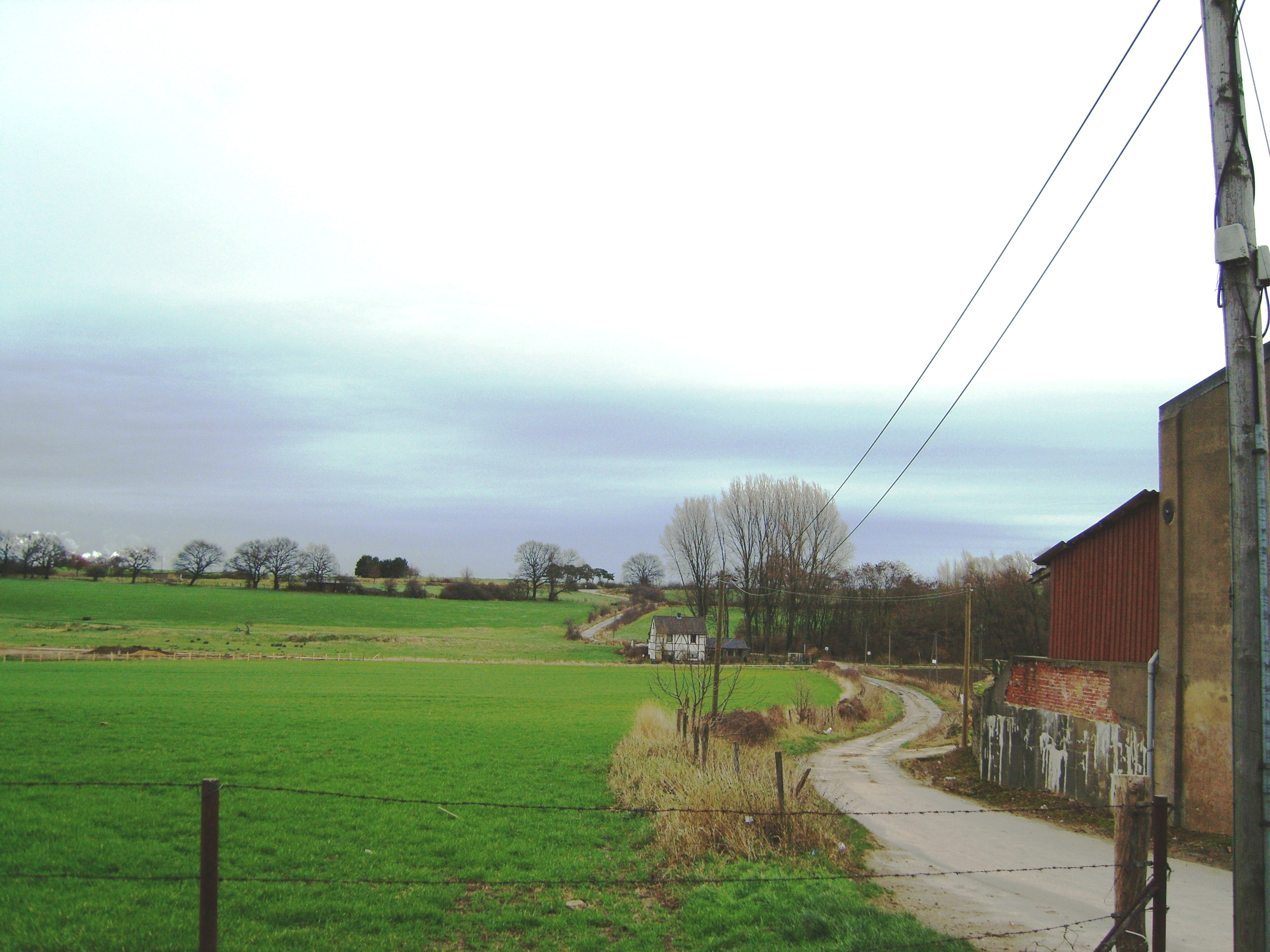
Korkus und Omerbach von Volkenrath aus gesehen

## Vereine
Die Karnevalsgesellschaft Nothberger Burgwache e.V. am 20. Februar 1938 gegründet, das Männer-Quartett Harmonie Eschweiler-Nothberg e.V. Mitte 1930. Es war überregional sehr geachtet und gewann jahrzehntelang stets den Meisterchortitel. Die Existenz des Vereins erlosch am 21. Mai 2015 amtsgerichtlich.
Der ehemals ansässige Fußballverein Nothbergs war der Sportverein 1912 Nothberg (SVN). Er fusionierte mit dem Hastenrather Fußballverein (Preußen Hastenrath) – auch von 1912 – zum „SC 1912 Berger Preuß“ mit Spielstätte im Hastenrather Feld.
Die historische Schützengesellschaft St. Sebastianus 1407 Nothberg e.V. ist eine der ältesten Gesellschaften im Rheinland.